# Flugunfall der Tupolew ANT-20bis der Aeroflot 1942
Der Flugunfall der Tupolew ANT-20bis der Aeroflot 1942 ereignete sich am 14. Dezember 1942, als die Tupolew ANT-20bis der Aeroflot auf dem innersowjetischen Linienflug von Tschardschou nach Taschkent außer Kontrolle geriet und zu Boden stürzte. Bei dem Unfall starben alle 36 Insassen an Bord.

## Maschine
Die betroffene Maschine war die zweite von zwei Maschinen dieses Typs und in ihrer Ausführung ANT-20bis (PS-124) ein Einzelstück. Sie wurde 1938 im Werk Nr. 124 in Kasan gebaut. Sie war eine Weiterentwicklung der 1934 gebauten und 1935 abgestürzten ANT-20 „Maxim Gorki“. Das Flugzeug besaß gegenüber der ersten ANT-20 einen veränderten Rumpf und Tragflügel, das Leitwerk war ebenfalls umkonstruiert worden und die zwei Motoren auf dem Rumpf konnten durch Verwendung von stärkeren AM-34FRNW-Triebwerken weggelassen werden. Obwohl die ANT-20bis (Kennzeichen: SSSR-L760) etwas schwerer als ihre Vorgängerin war, erreichte sie doch eine um 30 km/h höhere Maximalgeschwindigkeit. Die Bezeichnung PS-124 steht für „Passaschirski Samoljot“ (Passagierflugzeug) des Werkes Nr. 124.
Für das Datum des Erstfluges gibt es stark abweichende Angaben. So soll die Flugerprobung schon 1938 durch Michail Gromow, Cheftestpilot beim ZAGI, durchgeführt worden sein. Andere Quellen nennen den 15. Mai 1939 als Tag des ersten Fluges, durchgeführt vom Testpiloten des Wissenschaftlichen Versuchsinstitut der Zivilluftflotte (NII GWF), Eduard Schwarz. Am 12. August 1939 ging das Flugzeug an die Aeroflot und nahm auf der Strecke Moskau–Mineralnyje Wody seinen Dienst auf, wurde allerdings noch auf der Luftparade in Tuschino am 18. August durch Gromow und N. I. Nowikow der Öffentlichkeit vorgestellt. Im Dezember 1940 wurde es der „Staffel für Sonderaufgaben“ unterstellt. Dort wurden die beiden inneren AM-34-Triebwerke durch leistungsfähigere M-35-Motoren ausgetauscht. Nach Ausbruch des Deutsch-Sowjetischen Krieges beflog die Maschine ab November 1941 die Linie Taschkent–Tschardshou–Urgentsch sowie die Strecke Taschkent–Kuibyschew. Das Flugzeug war mit sechs flüssigkeitsgekühlten V-Motoren ausgestattet. Bis zum Zeitpunkt des Unfalls hatte die Maschine eine Gesamtbetriebsleistung von 272 Betriebsstunden absolviert.

## Insassen
Den Flug von Tschardschou nach Taschkent hatten 26 Passagiere angetreten. Es befand sich eine zehnköpfige Besatzung an Bord.

## Unfallhergang
Die Maschine befand sich seit zweieinhalb Stunden in der Luft und war nur noch 50 km von ihrem Zielort Taschkent entfernt, als Augenzeugen beobachteten, wie die Tupolew rasch an Höhe verlor. Aus einer Höhe von 500 Metern ging sie dann in einen steilen Sturzflug über, bis sie schließlich mit einem Nickwinkel von 80 Grad auf dem Boden aufschlug. Die Maschine wurde bei dem Aufprall völlig zerstört. Alle 36 Insassen kamen ums Leben.

## Ursache
Während der Unfalluntersuchung stellten die sowjetischen Ermittler fest, dass sich der Flugkapitän zum Unfallzeitpunkt nicht in seinem Pilotensitz befunden hatte. Stattdessen habe er allen Erkenntnissen nach das Steuer an einen Passagier übergeben, der den Autopiloten abschaltete, was schließlich zu dem Kontrollverlust führte.